# Стінна ящірка Ерхарда
Стінна ящірка Ерхарда (Podarcis erhardii) — вид ящірок родини справжніх ящірок (Lacertidae). Один із 28 видів роду. Поширений у Південній Європі. Мешканець середземноморських гірських і прилеглих рівнинних ландшафтів. Вид охороняється Бернською конвенцією та Директивою Європейського Союзу 92/43/ЄС «Про збереження природних оселищ та видів природної фауни і флори». Описано 21 підвид.

## Опис

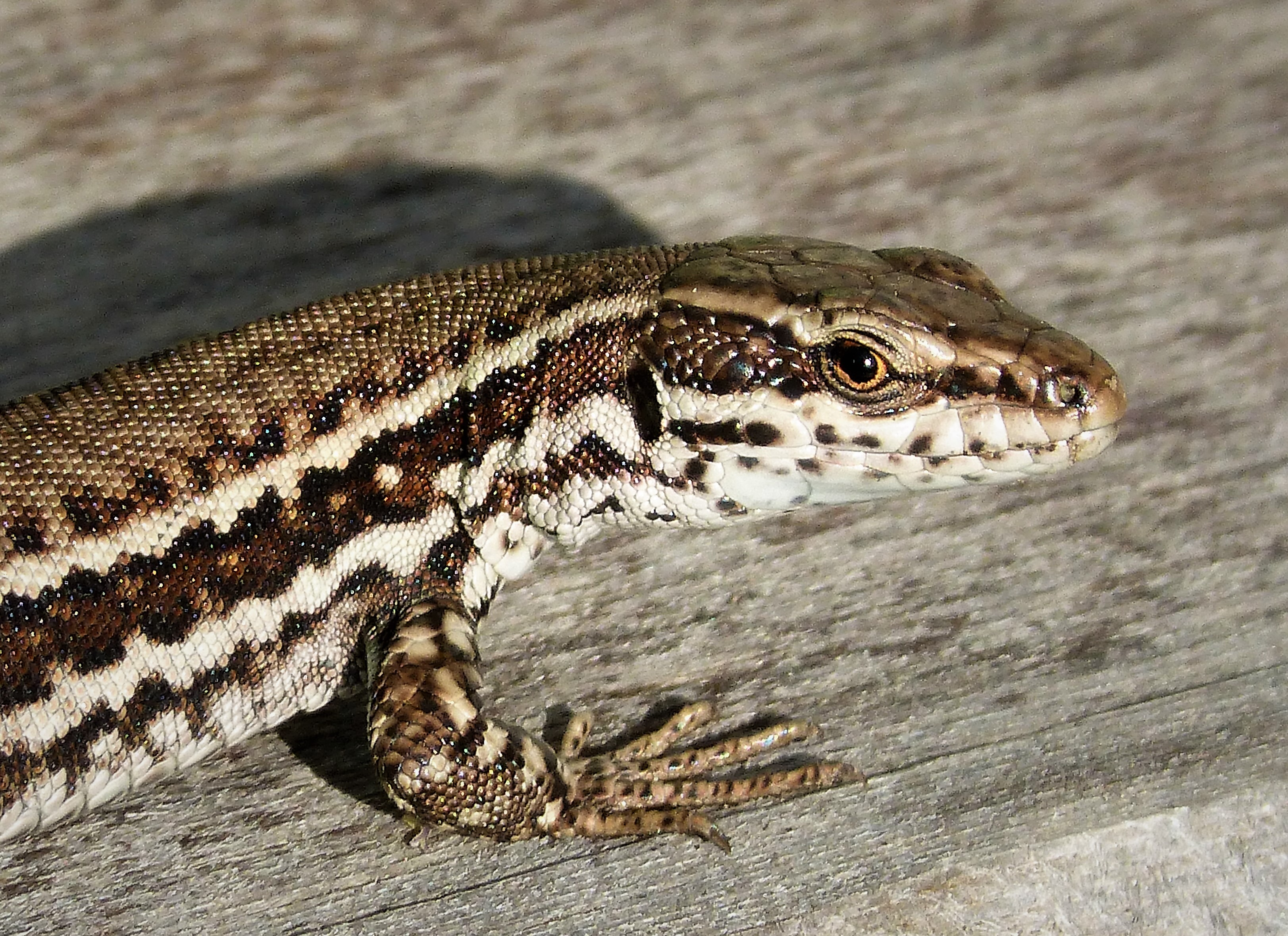

Невелика ящірка, до 22 см завдовжки (L. + L.cd.). Довжина тіла від кінчика морди до клоаки (L.) до 7—8 см. Хвіст (L.cd.) майже вдвічі  перевищує довжину тулуба з головою. Самці більші за самиць. Для виду характерні значні відмінності за розмірами та забарвленням тіла між різними популяціями, особливо острівними, що стало причиною виділення багатьох підвидів. Голова висока, пірамідальна.
Материкові популяції зазвичай коричневі з блідими спинно-бічними смугами, що іноді можу бути невиразними, часто облямованими широкими темними смугами або рядами плям. На відміну від ящірки мурової (Podarcis muralis), темні смуги або ряди плям зазвичай більш виражені, ніж будь-які хребетні смуги або плями, що часто в стінної ящірки Ерхарда зовсім відсутні. Деякі самці можуть мати нечіткі смужку та сітчастий малюнок, але центральна частина спини зазвичай менш плямисті. Черево від білого до червоного, зазвичай із плямами. Острівні популяції дуже мінливі, іноді в забарвленні спини і боків наявна значна кількість зеленого або синього кольорів. 

## Поширення

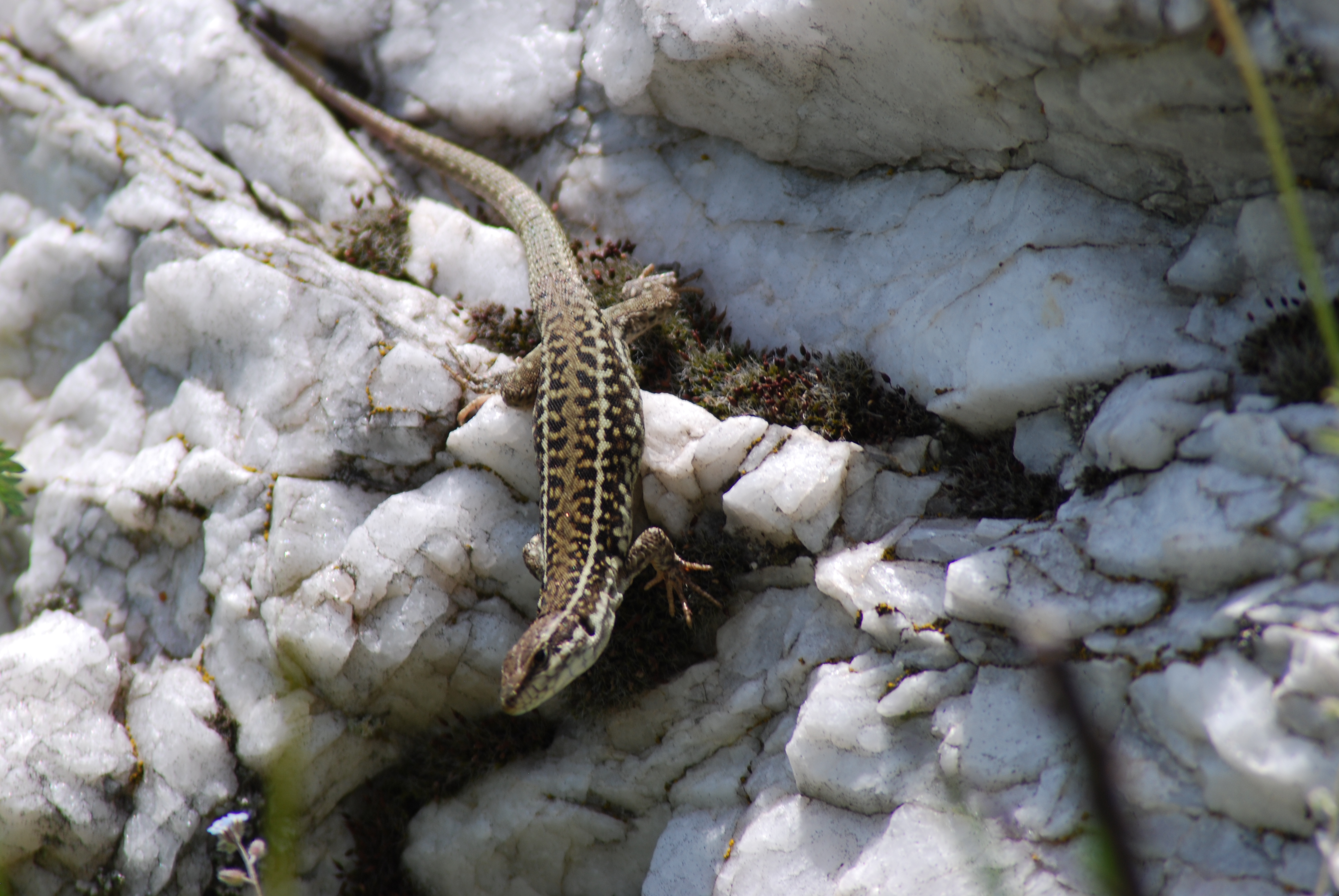
Стінна ящірка Ерхарда в Македонії

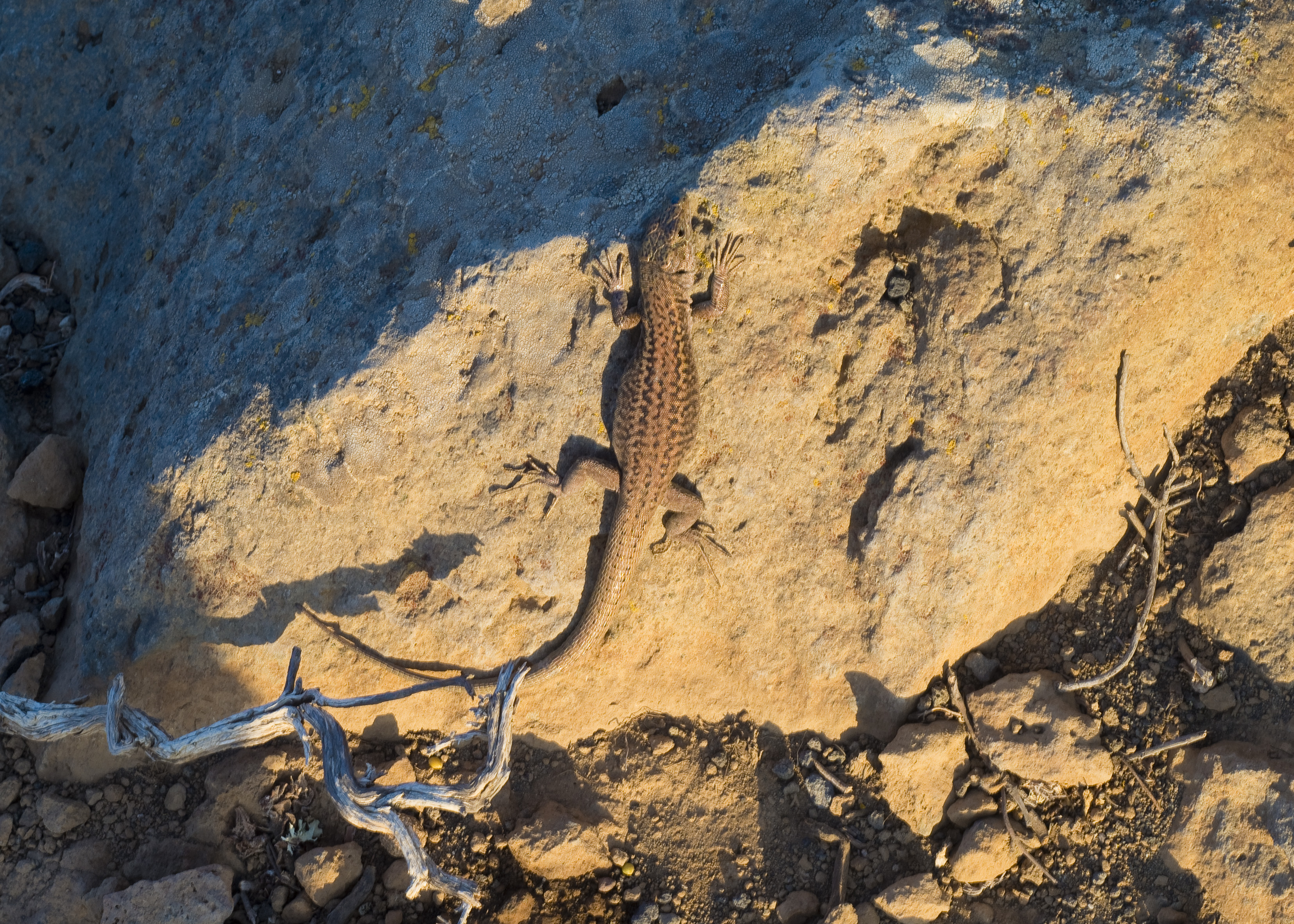
На острові Санторін

Вид поширений на майже всій материковій частині Греції (за винятком  деяких південно-західних районів), на численних островах Егейського моря,  у Південній Болгарії, Македонії, Західній Албанії, Південній Сербії, на крайньому південному заході європейської частини Туреччини.

## Місця проживання
Евритопний вид. Населяє різноманітні відкриті середземноморські ландшафти, від рівня моря до середньогір'їв, віддаючи перевагу добре освітленим, помірно сухим ділянкам з низькою рослинністю. Не уникає сільськогосподарських угідь та околиць населених пунктів, де трапляється в садах і виноградниках. У гори піднімається до висоти близько 1400 м н. р. м, але більше пов'язаний з прибережними місцевостями. 

## Особливості біології
У ряді регіонів у межах ареалу є досить звичайним видом, часто бігає між низькими чагарниками в прибережній місцевості, добре лазить по камінню і скелям. При зустрічі з людиною виявляє значно більшу допитливість, ніж інші стінні ящірки. Ящірки активні протягом року на півдні ареалу, а на півночі — з лютого по листопад.
Стінна ящірка Ерхарда належить до яйцекладних плазунів. В період розмноження самці ревно охороняють свої індивідуальні ділянки, оглядаючи їх із високих предметів. Парування відбувається в березні, коли самці енергійно б'ються за самок. Самиці в материкових популяціях у липні відкладають 1—5 яєць. Острівні популяції можуть мати менший розмір кладки. Молодь зазвичай з'являється у вересні. 
Живиться різноманітними безхребетними. На деяких островах в Егейському море, живе поруч із соколом Елеонори (Falco eleonorae). Ящірки на цих островах тяжіють до соколиних гнізд, коли вони розмножуються в кінці літа, полюючи на мух, яких приваблюють пташині екскременти і, можливо, також на зовнішніх паразитів пташенят.

## Охорона
Стан більшості природних популяцій виду в межах ареалу залишається більш-менш стабільним. Саме тому він, згідно Червоного списку МСОП, отримав охоронний статус «відносно благополучний вид. Але в окремих регіонах, особливо на островах, спостерігається тенденція до зниження чисельності популяції виду, що потребує запровадження охоронних заходів. Тому стінна ящірка Ерхарда занесена до Додатку ІІ Бернської конвенції (охоронна категорія: вид підлягає особливій охороні), а також охороняється Директивою Європейського Союзу 92/43/ЄС «Про збереження природних оселищ та видів природної фауни і флори» (Додаток IV. Види рослин і тварин, що становлять особливий інтерес для Європейського Союзу, які потребують суворих заходів охорони).

## Систематика
Один із 28 видів роду стінних ящірок (Podarcis).
Описано численні підвиди (2 материкових підвиди, 19 острівних), більшість з яких, на думку ряду європейських герпетологів, недійсні з огляду на генетичні дані. Станом на 2024 рік описано 21 підвид:
- Podarcis erhardii amorgensis
- Podarcis erhardii biinsulicola
- Podarcis erhardii buchholzi
- Podarcis erhardii erhardii
- Podarcis erhardii kinarensis
- Podarcis erhardii levithensis
- Podarcis erhardii livadiaca
- Podarcis erhardii makariaisi
- Podarcis erhardii megalophthenae
- Podarcis erhardii mykonensis
- Podarcis erhardii naxensis
- Podarcis erhardii ophidusae
- Podarcis erhardii pachiae
- Podarcis erhardii phytiusae
- Podarcis erhardii riveti
- Podarcis erhardii ruthveni
- Podarcis erhardii subobscura
- Podarcis erhardii syrinae
- Podarcis erhardii thermiensis
- Podarcis erhardii thessalica
- Podarcis erhardii zafranae